# Alfred Rotsch
Alfred Vinzenz Rotsch (* 30. April 1906 in Falkenau an der Eger, Österreich-Ungarn; † 4. Oktober 1969 in Detmold) war ein deutscher Chemiker und Getreideforscher.

## Leben und Werk
Nach dem Besuch des Gymnasiums in Graslitz studierte Alfred Rotsch Chemie an der Deutschen Universität Prag und wurde dort 1929 zum Dr. rer. nat. promoviert. Danach trat er in den Staatsdienst und stieg in der Reichsanstalt für Getreideverarbeitung bis zum Oberregierungsrat auf. Als solcher wurde er Leiter der Abteilung für Backwaren- und Teigwarenherstellung der Bundesforschungsanstalt für Getreideverarbeitung in Detmold. Er war seit 1946 Mitglied der Arbeitsgemeinschaft für Getreideforschung. Seine Forschungsschwerpunkte waren Getreide und Bäckerei-Chemie.

## Schriften (Auswahl)
- Rohstoff-Fragen der Dauerbackwaren- und Kuchenherstellung [um 1946].
- Getreidekost. Stuttgart 1948.
- Nahrungsmittelchemie für Bäcker. Alfeld/Leine 1949.
- (mit Adolf Schulz): Taschenbuch für die Bäckerei und Dauerbackwarenherstellung. Stuttgart 1958.

## Auszeichnungen
- 1950 Hermann-Hertzer-Preis[2]
- 1965 Neumann-Medaille der AGF – Arbeitsgemeinschaft Getreideforschung e. V.[3]